# Vence
Vence é uma comuna francesa, situada no departamento dos Alpes-Maritimes e na região de Provence-Alpes-Côte d'Azur.
Era conhecida como Víncio (em latim: Vintium) durante o período romano.

## Lugares e monumentos
- A praça do grande jardim
- A cidade histórica
- A capela Matisse